# El aniversario (película de 1968)
The Anniversary es una película de comedia negra británica de 1968 dirigida por Roy Ward Baker para Hammer Films y Seven Arts y protagonizada por Bette Davis. El guion, de Jimmy Sangster, adapta la obra escrita por Bill MacIlwraith en 1966.

## Recepción de la crítica
El estreno británico tuvo lugar en el cine Rialto de Londres el 11 de febrero de 1968. 
En su reseña en The New York Times, Renata Adler dijo que la película «no es un ejemplo distinguido del género de la momia filicida aterradora de la actriz mayor, pero no se hace demasiado pesada. Y el género tampoco es tan distinguido después de todo».

## Sinopsis
Tres hijos que trabajan en el negocio familiar de una importante construcción, ayudan a su madre autoritaria y manipuladora a celebrar el aniversario de su último marido ya fallecido. Aunque el marido hace años que ya murió, ella insiste en celebrar la macabra ceremonia. 
Este año, los hijos están dispuestos a hacer frente a su madre y sacudirse el yugo de su dominio, pero ella posee tal poder de persuasión y control, que reaccionará contra todos y trata de demostrarles quien tiene la última palabra.

## Reparto
- Bette Davis como la Sra. Taggart
- James Cossins como Henry Taggart
- Jack Hedley como Terry Taggart
- Christian Roberts como Tom Taggart
- Sheila Hancock como Karen Taggart
- Elaine Taylor como Shirley Blair (la prometida de Tom)
- Timothy Bateson como el Sr. Bird
- Arnold Diamond como el jefe de camareros.

## Producción
La obra se produjo por primera vez en el West End con Mona Washbourne como la Sra. Taggart. Bette Davis inicialmente rechazó el papel en la adaptación cinematográfica, pero después de que Jimmy Sangster, quien había escrito el guion de su película anterior The Nanny (1965), reescribió el guion, aceptó interpretar el papel. Sheila Hancock , Jack Hedley y James Cossins firmaron para repetir los papeles que habían interpretado en la producción teatral. El director original Alvin Rakoff fue reemplazado una semana después de la filmación después de que chocó con Davis, quien sintió que "no tenía el primer conocimiento fundamental de hacer una película, y mucho menos de qué se trataba un actor".
Rakoff, un director galardonado que había llevado a bastantes actores a actuaciones aclamadas (Laurence Olivier, Peter Sellers, etc.) respondió: "No es la mujer más racional que uno puede conocer. Pero una gran actriz de pantalla. Ella no quería un director. Quería a alguien cautivado por ella. Inicialmente yo lo estaba. Pero eventualmente ..... Hablar de que la sometiera a la cámara es una tontería. El guión siguió siendo una obra teatral verbosa, difícilmente la mejor base para una película. Mi eliminación fue una mezcla de arrepentimiento y placer ". 
A Davis se le pidió que usara parches oculares autoadhesivos para su papel, lo que no solo resultó ser una constante irritación sino que también afectaron a su sentido del equilibrio. 
Sheila Hancock sabía que Davis había querido que Jill Bennett la reemplazara, pero Bennett no estaba disponible. El concepto del sistema estelar de Hollywood era ajeno a Hancock, una veterana de la English Stage Company en el Royal Court Theatre, y le molestaba la atención aduladora que se le prestaba a Davis basándose en sus éxitos pasados. Cuando todos en el lote llegaron para ver la película estrella de su primera escena, Hancock estaba "estupefacto ... Me tomó un tiempo darme cuenta de que esta era la forma en que Bette Davis estaba acostumbrada a operar. Después de todo, era una reina".